# 鑽石鏈鋸
鑽石鏈鋸（英語：Diamond Wire Saws）為鏈鋸的一種，在鋼線上以分節的方式鑲嵌環狀的人工鑽石，然後以輪具高速轉動，以切割硬物。
主要特色為幾乎不會產生震動，同時噪音產生相較其他器具小，且因為鑽石堅硬，適用的範圍相當廣。
並分為「乾鏈式切割」（Dry wire saw cutting）以及「濕鏈式切割」（Wet wire saw cutting）。
大多用來切割混泥土等材質。

## 實際使用例子
多用於切割混泥土，常被使用於房子的牆壁切割以及道路切割，道路切割則多用濕鏈式切割工法。
例如北門高架橋的拆除作業上，為了防止台北府城北門受到拆除作業的影響導致受損，則在北門附近的區塊使用了鑽石鏈鋸工法，也被記錄到了國家地理頻道的《透視內幕：台北舊城區復興運動》中。
以及捷運新生站的建造工程，亦有使用鑽石切割工法。